# Javon Walton
Javon Walton, född 22 juli 2006 i Atlanta, är en amerikansk skådespelare.
Walton har bland annat medverkat i TV-serierna Under the Bridge och The Umbrella Academy. Han har även medverkat i filmen Familjen Addams 2.

## Filmografi (i urval)
- 2019–2022 – Euphoria (TV-serie)
- 2021 – Familjen Addams 2
- 2022 – The Umbrella Academy (TV-serie)
- 2024 – Under the Bridge (TV-serie)